# Sicone II di Salerno
Sicone II (... – 855) è stato un principe longobardo di Salerno dall'851 all'853.

## Biografia
Figlio e successore di Siconolfo, primo principe di Salerno, Sicone regnò dall'851, anno della morte del padre e della costituzione del Principato di Salerno, fino alla sua deposizione nell'853. 
Gli fu attribuito l'ordinale "II" come successore, nel meridione d'Italia, di Sicone di Benevento.
Alla morte del padre, Sicone era ancora minorenne e fu posto sotto la tutela del conte Pietro. Dopo appena due anni di reggenza, Pietro depose il principe in carica, che fu costretto a fuggire al nord presso l'imperatore Ludovico II. 
Secondo il Chronicon Salernitanum, egli raggiunse la maggiore età nell'855 e ritornò a Salerno a reclamare il trono, ma fu avvelenato nello stesso anno da sicari di Ademaro, il figlio del conte Pietro che gli era succeduto illegalmente al trono.